# マディソン郡 (テキサス州)
マディソン郡（マディソンぐん、英: Madison County）は、アメリカ合衆国テキサス州の中央部東に位置する郡である。2010年国勢調査での人口は13,664人であり、2000年の12,940人から5.6%増加した。郡庁所在地はマディソンビル市（人口4,396人）であり、同郡で人口最大の都市でもある。郡名は第4代アメリカ合衆国大統領のジェームズ・マディソンに因んで名付けられた。

## 地理
アメリカ合衆国国勢調査局に拠れば、郡域全面積は472平方マイル (1,224 km2)であり、このうち陸地470平方マイル (1,216 km2)、水域は2平方マイル (8 km2)で水域率は0.59%である。
郡境は3方が自然の境界になっている。東はトリニティ川、西はナバソタ川、ウォーカー郡に接する南の一部がベディアス・クリークになっている。

### 主要高規格道路
- 州間高速道路45号線
- アメリカ国道190号線
- テキサス州道21号線
- テキサス州道75号線
- テキサス州道90号線
- テキサス州道OSR号線

### 隣接する郡
- レオン郡 - 北
- ヒューストン郡 - 北東
- ウォーカー郡 - 南東
- グライムズ郡 - 南
- ブラゾス郡 - 南西

## 人口動態

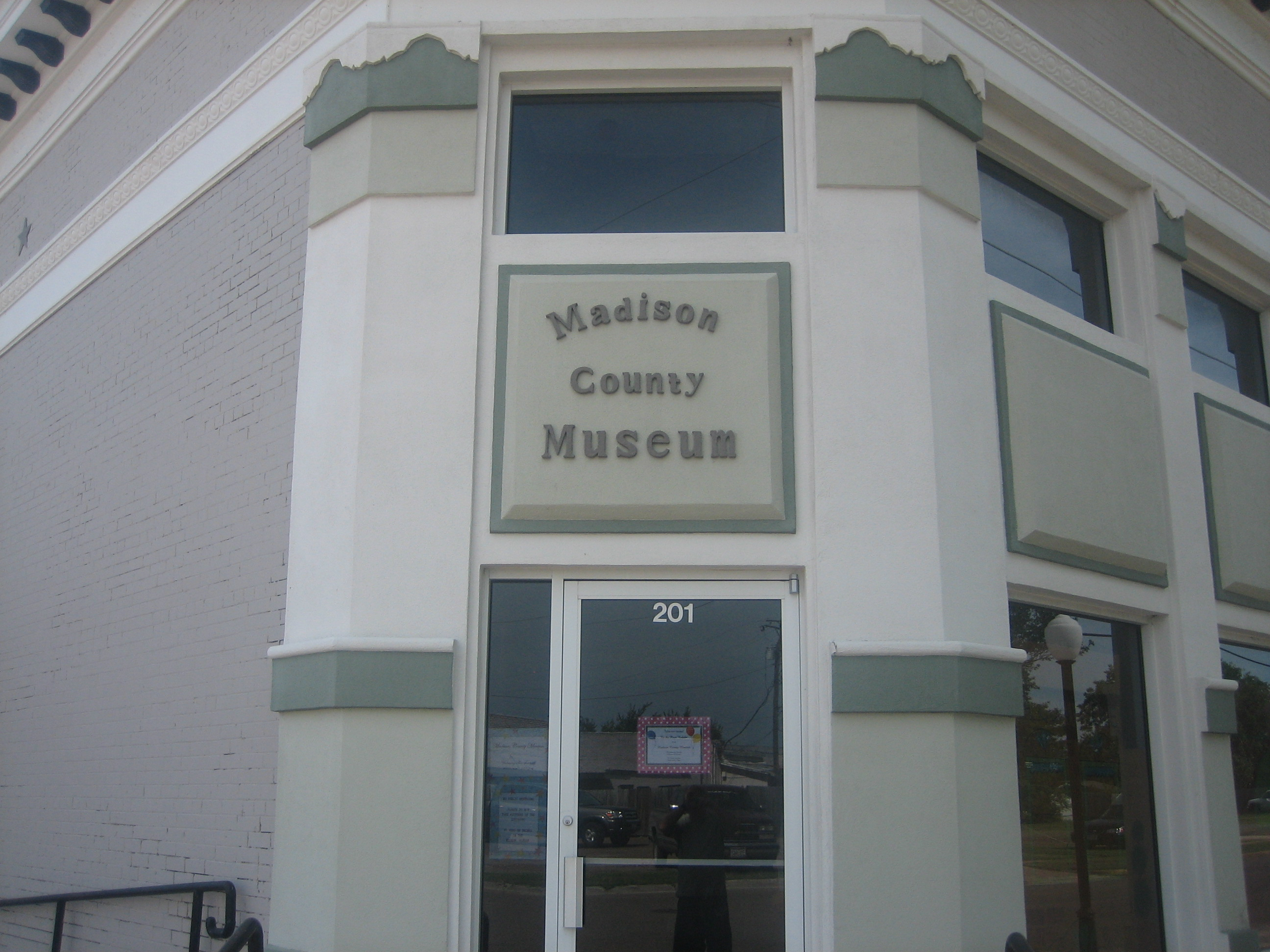
マディソンビル市にあるマディソン郡博物館

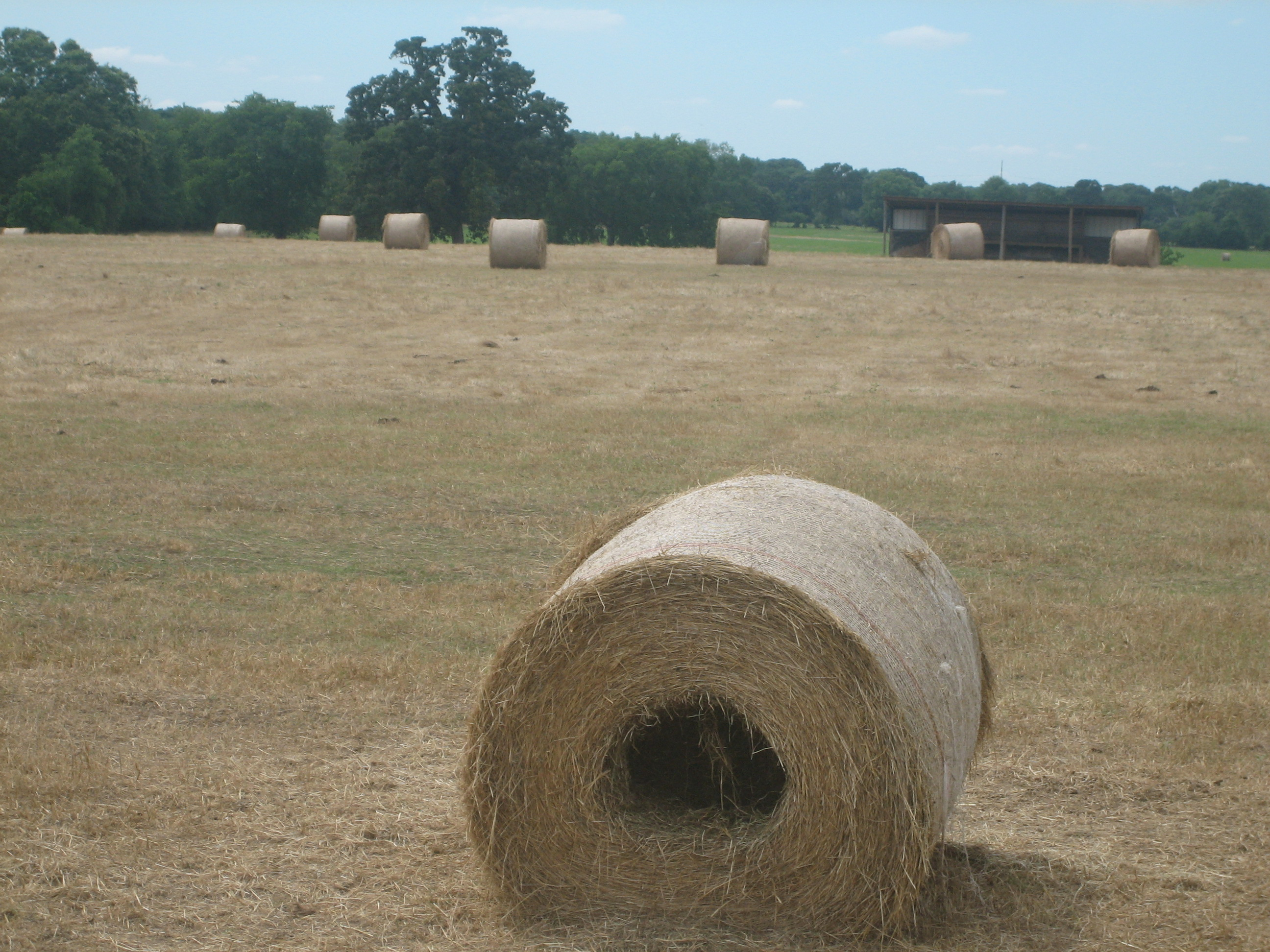
マディソンビル市の東、州道21号線近くに置かれた丸められた干草

以下は2000年の国勢調査による人口統計データである。
| 基礎データ - 人口: 12,940人 - 世帯数: 3,914 世帯 - 家族数: 2,837 家族 - 人口密度: 11人/km2（28人/mi2） - 住居数: 4,797軒 - 住居密度: 4軒/km2（10軒/mi2） 人種別人口構成 - 白人: 66.79% - アフリカン・アメリカン: 22.87% - ネイティブ・アメリカン: 0.32% - アジア人: 0.39% - 太平洋諸島系: 0.03% - その他の人種: 7.90% - 混血: 1.72% - ヒスパニック・ラテン系: 15.78% 年齢別人口構成 - 18歳未満: 21.1% - 18-24歳: 13.0% - 25-44歳: 31.9% - 45-64歳: 20.0% - 65歳以上: 14.0% - 年齢の中央値: 33歳 - 性比（女性100人あたり男性の人口） - 総人口: 142.6 - 18歳以上: 155.1 | 世帯と家族（対世帯数） - 18歳未満の子供がいる: 31.5% - 結婚・同居している夫婦: 57.1% - 未婚・離婚・死別女性が世帯主: 11.73% - 非家族世帯: 27.5% - 単身世帯: 24.5% - 65歳以上の老人1人暮らし: 12.4% - 平均構成人数 - 世帯: 2.57人 - 家族: 3.05人 収入と家計 - 収入の中央値 - 世帯: 29,418米ドル - 家族: 35,779米ドル - 性別 - 男性: 25,625米ドル - 女性: 19,777米ドル - 人口1人あたり収入: 14,056米ドル - 貧困線以下 - 対人口: 15.8% - 対家族数: 12.3% - 18歳未満: 20.0% - 65歳以上: 16.3% |

## 政府の機関
テキサス州刑事司法省の男性用刑務所であるファーガソン刑務所が郡内の未編入領域にある。

## 都市と町
- マディソンビル - 郡庁所在地
- ミッドウェイ
- ノーマンジー
- ノースザルク